# Радовеж
Радовеж — деревня в Батецком муниципальном районе Новгородской области, относится к Передольскому сельскому поселению. Постоянное население деревни — 9 человек (2010).
Деревня расположена на правобережье реки Луга, на высоте 38 м над уровнем моря в 1 км западнее Оттуриц, а дальше к западу, в 1,5 км находится деревня Смыч. Административный центр муниципального района посёлок Батецкий находится в 20,5 км северо-западнее деревни.
В деревне в 2006 году было 25 дворов. Через деревню проходит автомобильная дорога от станции Мойка до города Луга.

## История
В Новгородской губернии деревня была приписана к Косицкой волости Новгородского уезда, в деревне была часовня.
Происхождение названия вероятно от личного Радовидъ
Население деревни по переписи населения 1926 года — 124 человека. До августа 1927 года деревня Радовеж в составе Самокражской волости Новгородского уезда Новгородской губернии, затем, после упразднения Новгородской губернии, в составе Косицкого сельсовета вновь образованного Черновского района Новгородского округа Ленинградской области. 30 июля 1930 года Новгородский округ был упразднён. С 1 сентября 1931 года после упразднения Черновского района деревня подчинена Косицкому сельсовету Батецкого района. С августа 1941 года по январь 1944 года деревня была оккупирована немецко-фашистскими войсками. С лета 1944 года Косицкий сельсовет Батецкого района в составе новообразованной Новгородской области.